# Восстание Ракоци
Восстание Ракоци (венг. Rákóczi-szabadságharc) — национально-освободительное восстание в Венгрии во главе с трансильванским князем Ференцем II Ракоци, произошедшее в 1703—1711 годах. Повстанцы стремились добиться независимости от империи Габсбургов. В венгерской и словацкой историографии рассматривается как последнее восстание куруцев.

## Предыстория
По условиям Карловицкого мира 1699 года Османская империя отказалась почти от всех своих претензий на территории, которые были отвоеваны у неё Венгрией после 1526 года. Местная знать была настроена против правления Габсбургов, в том числе из-за того, что земли, ранее отнятые у неё османами, были возвращены только тем, кто мог доказать свое право собственности на имущество и мог заплатить 10 % от его стоимости властям. Если бывший хозяин земли не мог этого сделать, то имущество переходило кредиторам империи. Крестьянство повернулось против Империи из-за налогового гнета в период войн. В 1697 году было подавлено восстание против Габсбургов в Токае. Тем не менее отношения между двором и знатью ухудшались, а новые правители Габсбургов эксплуатировали крестьян столь безжалостно, что в конце концов некоторые пожелали вернуться к турецкой власти.
Международные обстоятельства, как казалось, способствовали возможности Венгрии освободиться от правления Габсбургов. С помощью Людовика XIV антигабсбургские повстанцы во главе с молодым дворянином Имре Тёкёли, восстали против империи в 1678 году. Тёкёли занял большую часть Северной Венгрии. В 1681 году Османы присоединились, чтобы помочь ему, и Тёкёли был признан королем Верхней Венгрии султаном Мехмедом IV. Однако когда Османы проиграли битву при Вене в 1683 году, Тёкёли потерял османскую поддержку и в конце концов потерпел поражение в 1685 году. Его союз с Османами изменил позитивное восприятие Западной Европой Венгрии, и вместо восприятия её как оплота христианства страна приобрела образ союзника врага.
Ференц II Ракоци был членом старинного дворянского рода и одним из самых богатых помещиков в Венгрии. Он был сыном Ференца I Ракоци, князя Трансильвании, и Илоны Зриньи. В 1676 году его отец умер, когда Ракоци был ещё ребёнком, а его мать вышла замуж за Имре Тёкёли в 1682 году. После разгрома Тёкёли Илона Зриньи удерживала замок Мункач (ныне Мукачево на Украине) в течение трех лет, но в конце концов была вынуждена сдаться. После Карловицкого мира, когда его отчим и мать были отправлены в ссылку, Ракоци остался в Вене под контролем Габсбургов.
Остатки крестьянской армии Тёкёли начали новое восстание в области Хедьялья в северо-восточной Венгрии, которая входила в состав земель Ракоци. Крестьяне захватили замки Токай и Шарошпатак и попросили Ракоци стать их лидером, но он не был готов возглавить это, казалось бы, незначительное крестьянское восстание. Он вернулся в Вену, где старался изо всех сил очистить свое имя от репутации мятежника. Ракоци подружился с графом Миклошем Берчени, чьи земли (Унгвар, ныне Ужгород на Украине) лежали рядом с его собственными. Берчени был очень образованным человеком, третьим по богатству в королевстве (после Ракоци и Симона Форгача) и имел обширные связи среди венгерской аристократии.
По мере того как дом Габсбургов был на грани гибели, Франция искала союзников в борьбе против австрийской гегемонии. Французы установили контакт с Ракоци и обещали поддержку, если он возглавит движение за венгерскую независимость. Австрийский шпион перехватил эту переписку и довел её до сведения императора. Как прямой результат этого, Ракоци был арестован 18 апреля 1700 года и заключен в крепость Винер-Нойштадт (к югу от Вены). Было очевидно. что, как и в случае с его дедом Петром Зриньским, единственно возможным приговором для Ракоци будет смерть. С помощью своей беременной жены Эмилии и командира тюрьмы Ракоци удалось бежать из тюрьмы и оказаться в Польше. Здесь он снова встретился с Берчени, и вместе они возобновили контакты с французским двором.

## Начало восстания

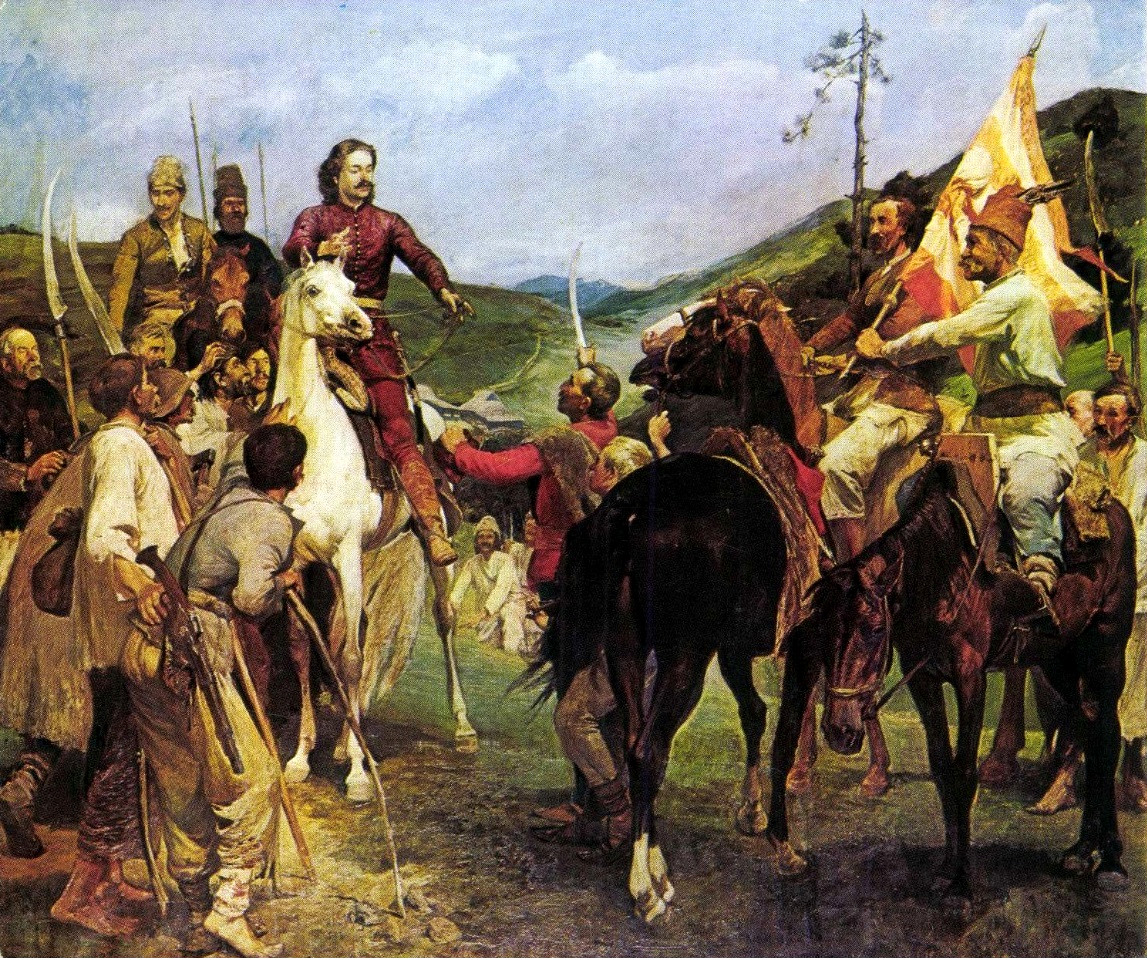
Встреча Ференца Ракоци с Тамашем Эсе.

Три года спустя война за испанское наследство вынудила большую часть австрийских войск в Венгрии временно покинуть страну. Воспользовавшись ситуацией, силы куруцев начали новое восстание в Мункаче и предложили Ракоци стать их лидером. На этот раз Ракоци дал согласие. 15 июня 1703 года ещё одна группа повстанцев в составе около 3000 человек во главе с Тамашем Эсе присоединилась к Ракоци возле польского города Лавочне. Берчени также прибыл, с французскими деньгами и 600 польскими наемниками.

## Ход восстания

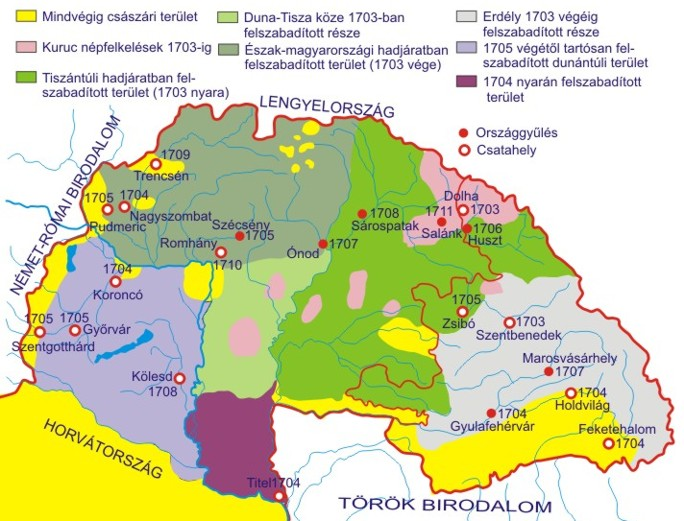
Карта хода восстания

16 июня 1703 года Ракоци принял на себя руководство довольно небольшим восстанием, вспыхнувшим в Карпатах (часть Венгерского королевства), в котором участвовало мелкое дворянство, гайдуки, крестьяне, но которое затем постепенно распространилось на территории нынешней Словакии и на территории нынешней северной Венгрии. Большая часть венгерских магнатов не поддержала восстание Ракоци, считая его не более чем крестьянским бунтом. Знаменитое обращение Ракоци в Васарошнамени к дворянству графства Сабольч казалось напрасным. Ему все же удалось убедить гайдуков (крестьянское ополчение) присоединиться к своим силам, так что до конца сентября 1703 года его войска уже контролировали большую часть Венгерского королевства к востоку и к северу от Дуная. После этого он стал занимать задунайские земли.

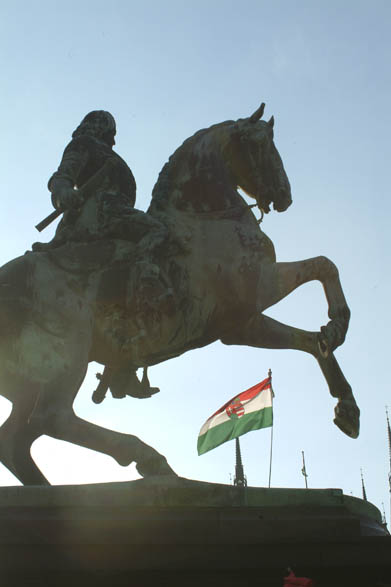
Статуя Ракоци в Будапеште

Также восстание перекинулось на Трансильванию, где имперские войска потерпели последовательное поражение при Браде (19 сентября 1703 г.) и Сентбенедеке (11 ноября). Полк секеев, посланный для усиления австрийского гарнизона в Коложваре, также потерпел поражение. Восемь тысяч имперских войск под командованием генерала де Бюсси-Рабютена сумели подойти к Ковару, но оказались полностью отрезанными и вынуждены отступить.
В феврале 1704 года венгерские повстанцы во главе с Яношем Боттяном совершили набег на земли Нижней Австрии до окрестностей Вены. Однако австрийцам все же удалось удержать самые важные крепости Венгрии. В Трансильвании Иштван Торочкай собрал пять тысяч повстанцев, с которыми напал на Дьюлафехервар, но 13 апреля при Фекетехаломе потерпел поражение от имперских войск полковника Гравена. Другие имперские силы под командованием генерала Адама Ричана начали наступление в Верхней Венгрии, но в июне потерпели поражение у Смоленице, потеряв около 1000 человек убитыми. В июле 1704 г. трансильванские сословия провозгласили Ракоци князем Трансильвании.
Так как австрийцы должны были бороться с Ракоци на нескольких фронтах, они решили вступить в переговоры с ним. Однако победа австрийских и британских войск против объединённой франко-баварской армии в битве при Бленхейме 13 августа 1704 года дала им преимущество не только в войне за испанское наследство, но и предотвратила объединение сил Ракоци с французами — союзниками баварцев. Имперские войска под предводительством фельдмаршала Хейстера с последовательными успехами разгромили повстанцев также при Коронцо (13 июня) и успешно отразили их нападение на Трнаву, отбив сам город 25-26 декабря 1704 года.
Это поставило Ракоци в сложную военную и финансовую ситуацию. Французская поддержка постепенно уменьшалась, при этом была необходима большая армия, чтобы удерживать занятые территории. В то же время новые поставки оружия и продовольствия повстанцам были не по карману. Ракоци попытался решить эту проблему путем чеканки новой медной монеты, которая не получила распространения. так как люди привыкли к серебряным монетам. Тем не менее, Ракоци удалось сохранить свое военное преимущество на некоторое время, но уже с 1706 года его армия была вынуждена отступать.
Встреча венгерского парламента (Сейма — 6 епископов, 36 аристократов и около 1000 представителей низшего дворянства из 25 округов), проходившая вблизи Сечени (Нограда) в сентябре 1705 года, избрала Ракоци «fejedelem» — (правителем) — Конфедерации земель Венгрии и главой Сената из 24 человек. Ракоци и Сенат взяли на себя ответственность за ведение иностранных дел, в том числе за мирные переговоры.

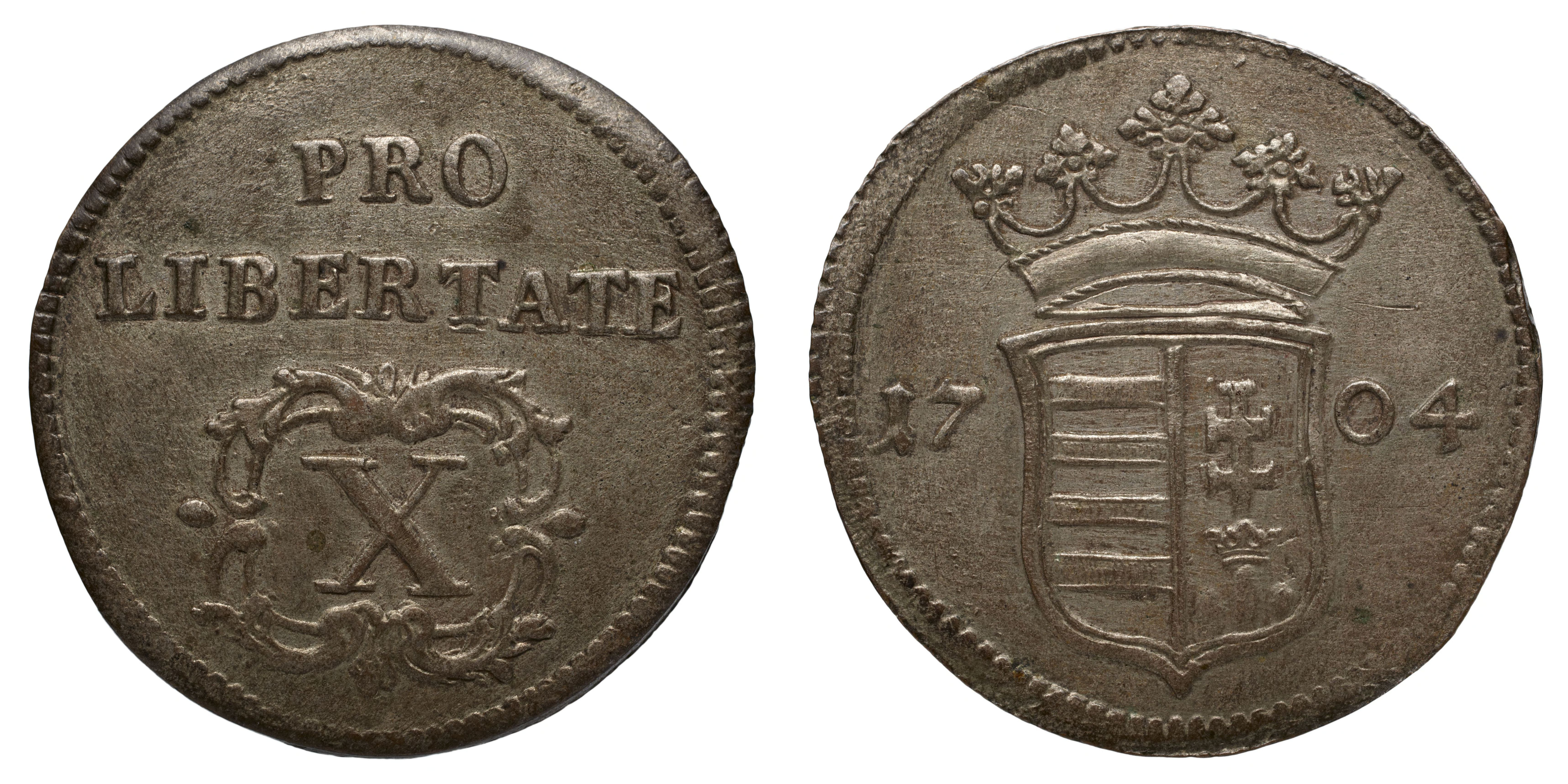
Медная монета Ракоци

При посредничестве Англии и Голландии мирные переговоры начались 27 октября 1705 года между лидерами куруцев и императором. Однако военные действия продолжались, и обе стороны варьировали свою стратегию в соответствии с военной обстановкой. Ракоци потерпел поражение при Жибо 11 ноября 1705 года, и поэтому ему пришлось уйти из Трансильвании. Летом 1706 года княжество было возвращено на год, но в 1707 году большая часть Трансильвании была безвозвратно потеряна. 13 декабря войска куруцев сил во главе с Яношем Боттяном разбили австрийцев у Сент-Готтарда. Война за независимость достигла своего апогея в 1705–1706 годах, когда армия куруцев насчитывала около 70 000 человек.
Одним из камней преткновения в переговорах был статус Трансильвании — ни одна из сторон не была готова отказаться от неё. Предлагаемый французами Ракоци договор был отвергнут, и он пришел к убеждению, что только декларация независимости сделает для него приемлемым продолжение переговоров. В 1706 году его жена (которую он не видел в течение 5 лет, вместе со сыновьями Йожефом и Дьердем) и его сестра были отправлены в качестве послов, но Ракоци отверг их усилия.

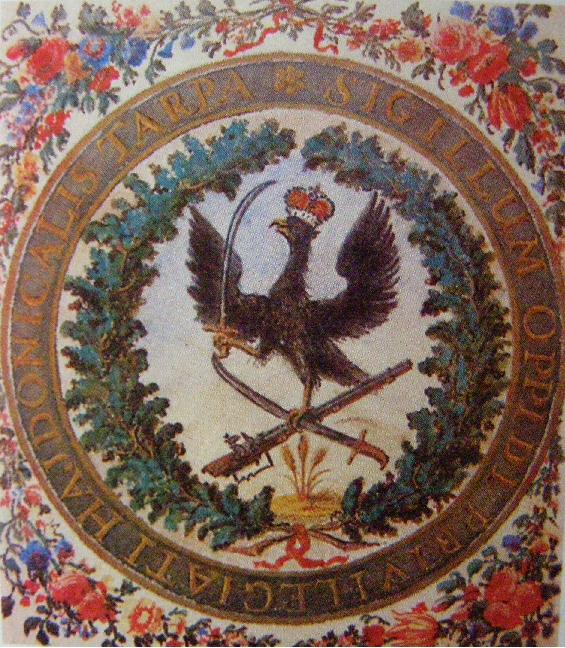
Знамя Ракоци

По рекомендации Ракоци и при поддержке Берчени ещё одно заседание Сейма состоялось в Оноде (Боршоде) и объявило о смещении Габсбургов с венгерского престола 13 июня 1707 года. Но ни этот акт, ни медная монета, которая чеканилась во избежание инфляции, не возымели успеха. Людовик XIV отказался заключать договоры с Ракоци, оставив венгров без союзников. Оставалась возможность союза с царской Россией, но он не состоялся.
3 августа 1708 года имперские генералы Зигберт Хейстер и Янош Палфи столкнулись с армией куруцев возле 
Тренчина. Преобладающее войско куруцев потерпело  катастрофическое поражение в результате серьезных тактических ошибок. Ракоци хотел лично вмешаться в схватку, но его лошадь споткнулась, перепрыгивая через канаву, и сбросила князя; телохранители спасли его. Армия была деморализована, и имперские войска легко разбили княжеские войска. Большие потери понесла в основном пехота (например, дворцовый полк, являющийся одним из наиболее подготовленных и оснащенных подразделений).
Вожди куруцев начали переходить на сторону императора, в том числе самые известные, как Ласло Очкай и Имре Безередж, которые позже были схвачены и казнены куруцами. Смерть Яноша Боттяна в конце сентября 1709 года лишила князя еще одного талантливого генерала. 22 января 1710 года между Ромханами и Эрсеквадкертом Ракоци выдержал бой против имперцев. Ко всему прочему, в лагере куруцев вспыхнула чума, унесшая много жизней. Страна была истощена, князь и его люди были вынуждены постоянно отступать. Силы Ракоци были ограничены зоной вокруг Мункача и округа Сабольч. Не доверяя Яношу Пальфи, который был послан императором, чтобы вести переговоры, Ракоци покинул Венгрию и 21 февраля 1711 года отправился в Польшу.

## Народы королевства и княжества в восстании
В восстании на стороне Ракоци, помимо венгров, в первую очередь участвовали народы, населявшие Трансильванское княжество: немецкое население горняцких городов вместе с большинством словаков и румын, а также русины. Большинство русинов служило в дворцовом полку князя. В армии куруцев было много словацких командиров, и несколько отрядов куруцев были полностью словацкими. Словенцы уездов Ваш и Зала также присоединились к борьбе за свободу. 4 марта 1704 г., отчасти благодаря помощи словенцев, куруцы бескровно взяли Фельсолендву, а затем дали бой имперцам при Ракичане.
Большинство сербов, живших вдоль южных границ Венгрии под защитой австрийцев, воевали на стороне императора и использовались как лёгкая кавалерия. За восемь лет войны многие венгерские деревни и города были сожжены и ограблены сербами. Венгры мстили в ответ. Тем не менее некоторые сербы сражались на стороне Ракоци против Габсбургов. Одним из вождей куруцев был Обрад Лалич, серб по происхождению.
Хорваты также поддерживала Габсбургскую монархию и воевали в Задунайской и Верхней Венгрии. Трансильванские саксы, хотя было несколько попыток склонить их на свою сторону, всегда были против куруцев. Когда австрийский генерал Рабутин был разбит в Трансильвании, он отступил в земли местных саксов, где нашёл убежище.

## Наёмники в восстании
Обе стороны широко использовали наёмные войска. Несколько сотен наёмников из Валахии и Молдавии сражались в армии Ракоци. Десятки добровольцев и наёмников прибыли к куруцам из Польши, многие солдаты были украинцами и татарами. Несколько раз Ракоци просил о помощи Польшу и пытался набрать больше польских солдат. Несколько сотен шведских солдат после Полтавы с территории Польши укрылись в Венгрии и служили у Ракоци. Большую роль в сражениях сыграли французские военные советники, присланные Людовиком XIV, хотя их было не очень много. В основном они служили в регулярных частях, артиллерийских и технических группах.
На стороне империи Габсбургов против куруцев сражался один датский полк. Кроме него, на территорию Венгрии прибывали и целые полки из войск Священной Римской империи, в них входили люди почти из каждого княжества, курфюрста, королевства, герцогства, епископства или города-государства. Кроме того, императорская армия принимала различных авантюристов и ренегатов, среди которых были испанские, французские, итальянские, немецкие и английские дворяне, а историки даже знают бывшего турецкого бея и румынского боярина. Прусские и баденские вспомогательные войска в том же количестве, что и датчане, присоединились к борьбе против куруцев, и даже швейцарские наемники были наняты имперским командованием.

## Окончание восстания

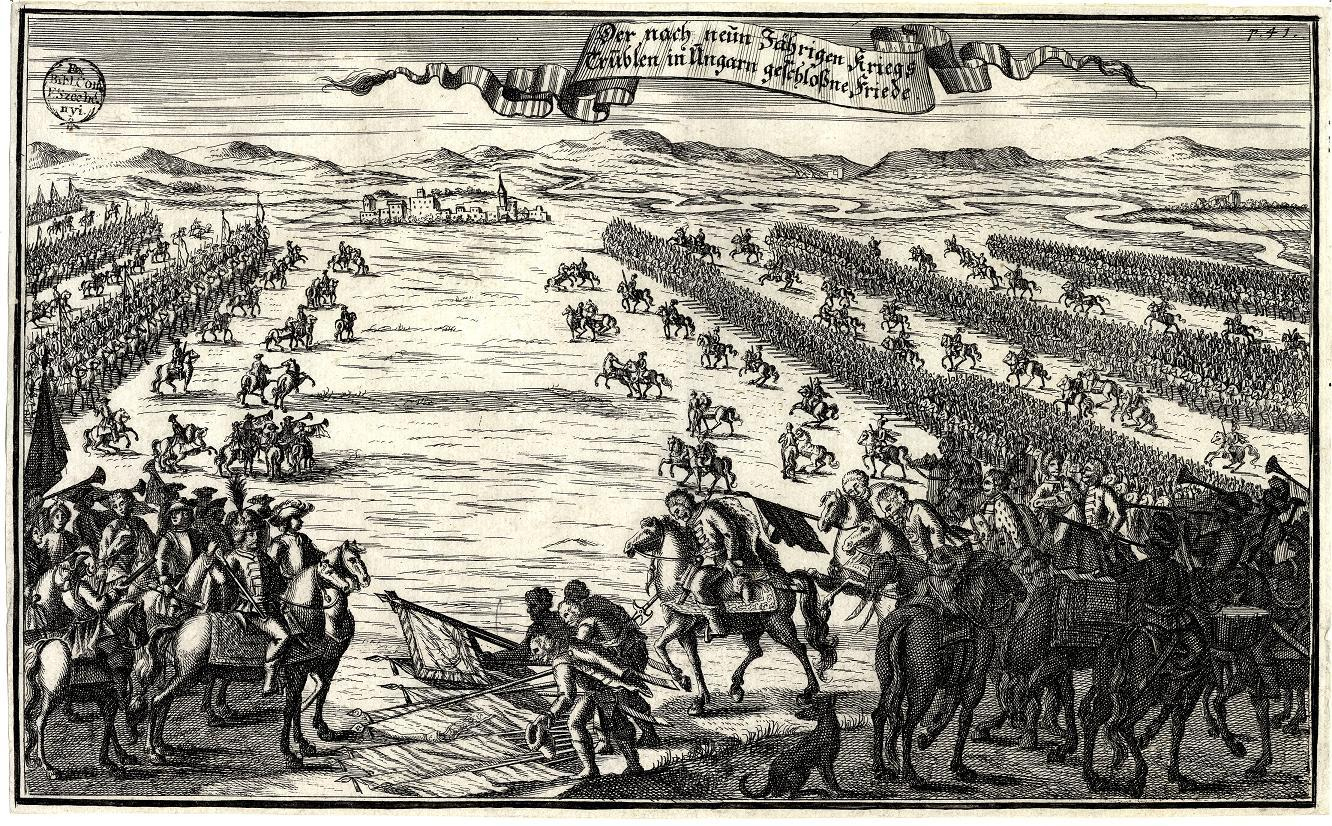
Капитуляция при Сатмаре 30 апреля 1711 г.

Поскольку Ракоци больше не мог полагаться на французов, он попытался заключить союз с русским царем Петром, сторонником которого был особенно Берченьи, поэтому отправился в Польшу и доверил Шандору Каройи командование своими войсками с приказом продержаться как можно дольше. Без согласия князя Каройи созвал собрание в Сатмаре и принял мирное предложение имперского генерала Яноша Палфи. По решению Сатмарского собрания 26 апреля капитулировала куруцкая гвардия города Кашша, а 30 апреля под Сатмаром 12 000 повстанцев сдали свои знамена имперцам и после присяги на верность императору разошлись по домам. На следующий день, 1 мая 1711 года, окончательный текст мирного договора был заверен в Надькаройе. В середине мая капитулировали замки Кёвара, Хуста и Унгвара, а защитники Мункача - во второй половине июня.
Ракоци пообещали помилование, если он принесет присягу в течение трех недель. Он также мог не оставаться в стране, а уехать в Польшу после принятия присяги на верность. Однако он не принял этого и провёл оставшуюся часть жизни вначале во Франции, а затем в Османской империи. Его поместья были поделены между дворянами, верными имперскому двору.
Венгрия в результате войны была опустошена. В 1720 году население королевства составляло всего около 4 миллионов человек, то есть столько же, сколько и два столетия назад, в конце XV века. Производственным силам страны, особенно городским ремёслам, был нанесён сильнейший урон. На первых порах после присоединения королевства к империи Габсбургов оно не могло служить для монархии ничем другим, кроме как поставщиком сырья и сельскохозяйственных продуктов, а также рынком сбыта промышленных изделий.